# Puerto deportivo de Benalmádena
Puerto Deportivo de Benalmádena, también conocido como Puerto Marina, es un puerto marítimo situado en la costa mediterránea española en el municipio malagueño de Benalmádena.. Es uno de los lugares más emblemáticos y visitados de la Costa del Sol.

## Instalaciones
Este puerto deportivo fue inaugurado en 1979 con el nombre de Puerto Príncipe y en el 1982 se inauguró como Puerto Marina. Se caracteriza por su particular arquitectura que le ha otorgado cierto reconocimiento mundial, especialmente entre el turismo europeo. Consta de 1.108 puntos de atraque con capacidad para embarcaciones de hasta 35 metros de eslora y un calado de hasta 5 metros. Actualmente está gestionado por una organización que, además de la gestión administrativa, ofrece servicios de marinería, teléfono, fax, seguridad, agua, electricidad, gasolinera y varadero entre otros.
Concentra una gran parte de la oferta turísica del municipio y en él se alojan establecimientos de todo tipo: Capitanía Marítima, hoteles, restaurantes, discotecas, tiendas, el Club Náutico Marítimo de Benalmádena, una zona residencial de lujo y un acuario entre otras actividades de ocio como complemento al turismo de sol y playa. A la entrada del recinto portuario se encuentra la Torre Bermeja, una torre vigía de la época nazarí.

## Ampliación
La Junta de Andalucía pretendía impulsar la ampliación del Puerto Deportivo de Benalmádena en 2009. Tras esta ampliación el puerto ganaría 825 nuevos puntos de atraque así como una más amplia zona de varadero. Esto convertiría al Puerto Deportivo de Benalmádena en el mayor puerto deportivo de Andalucía.

## Galería de imágenes

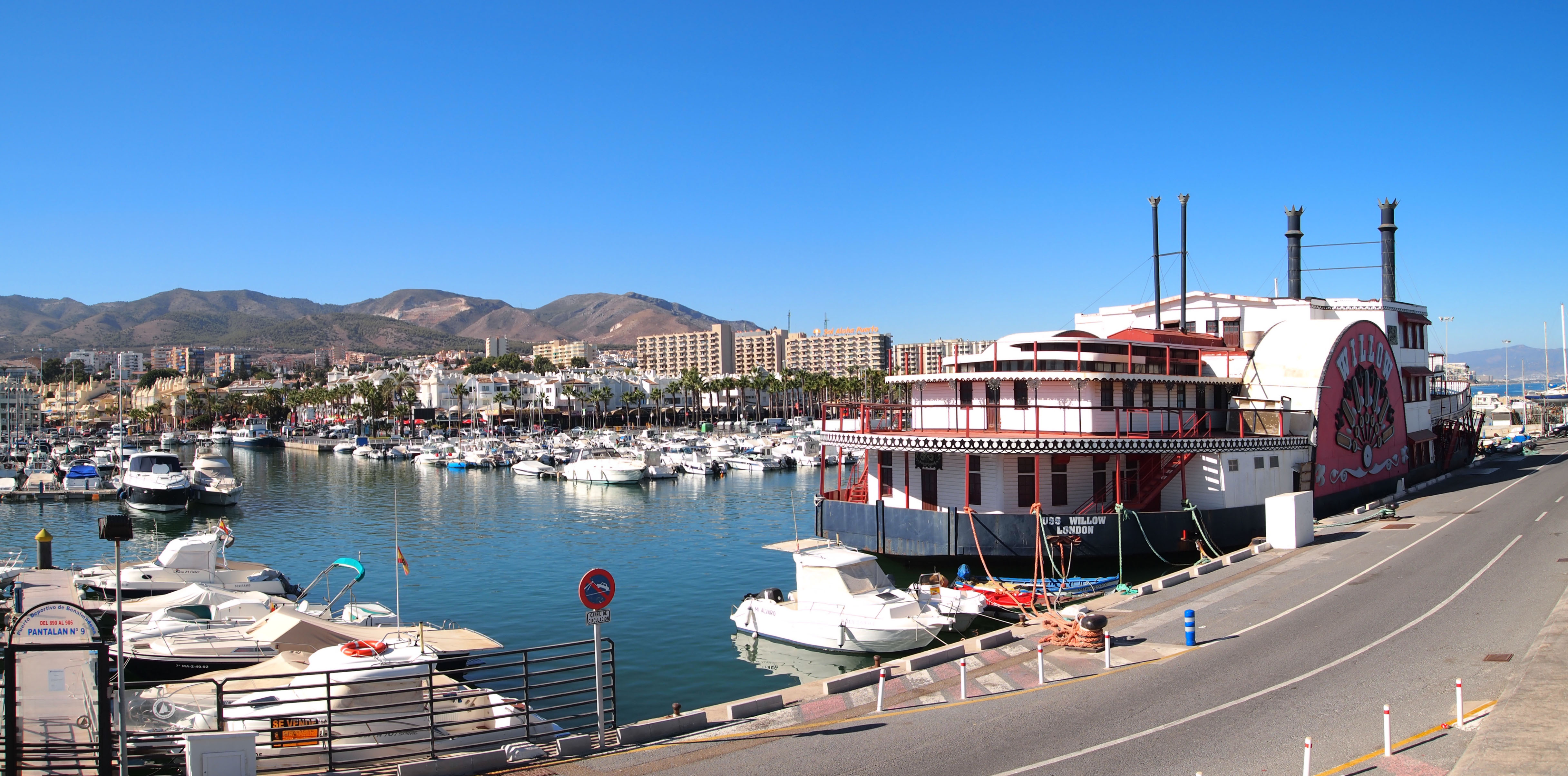
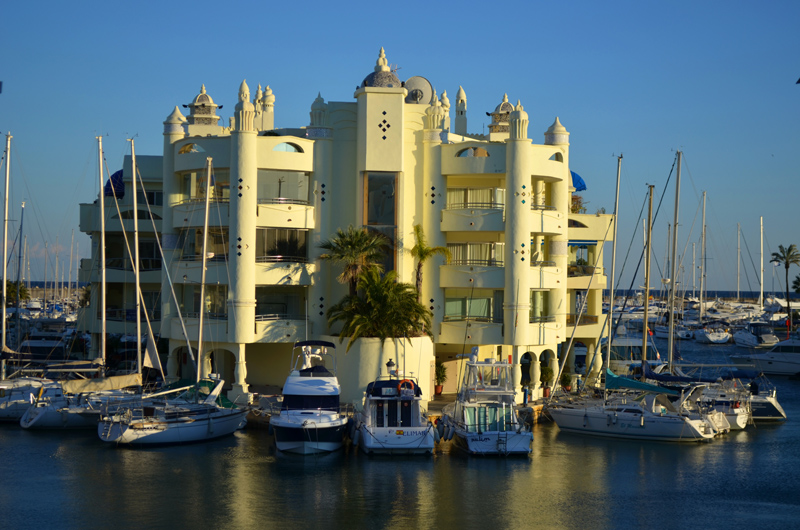
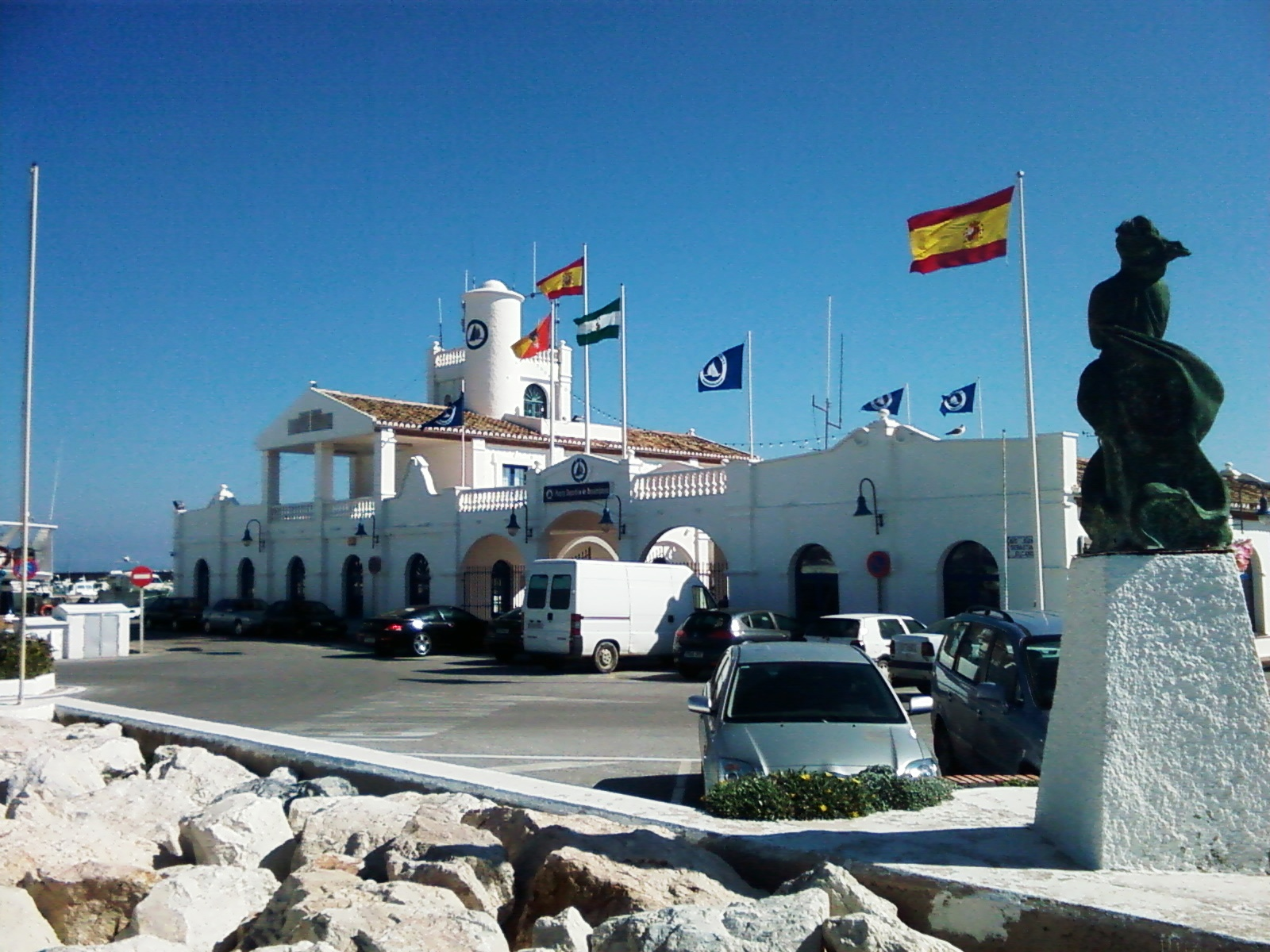
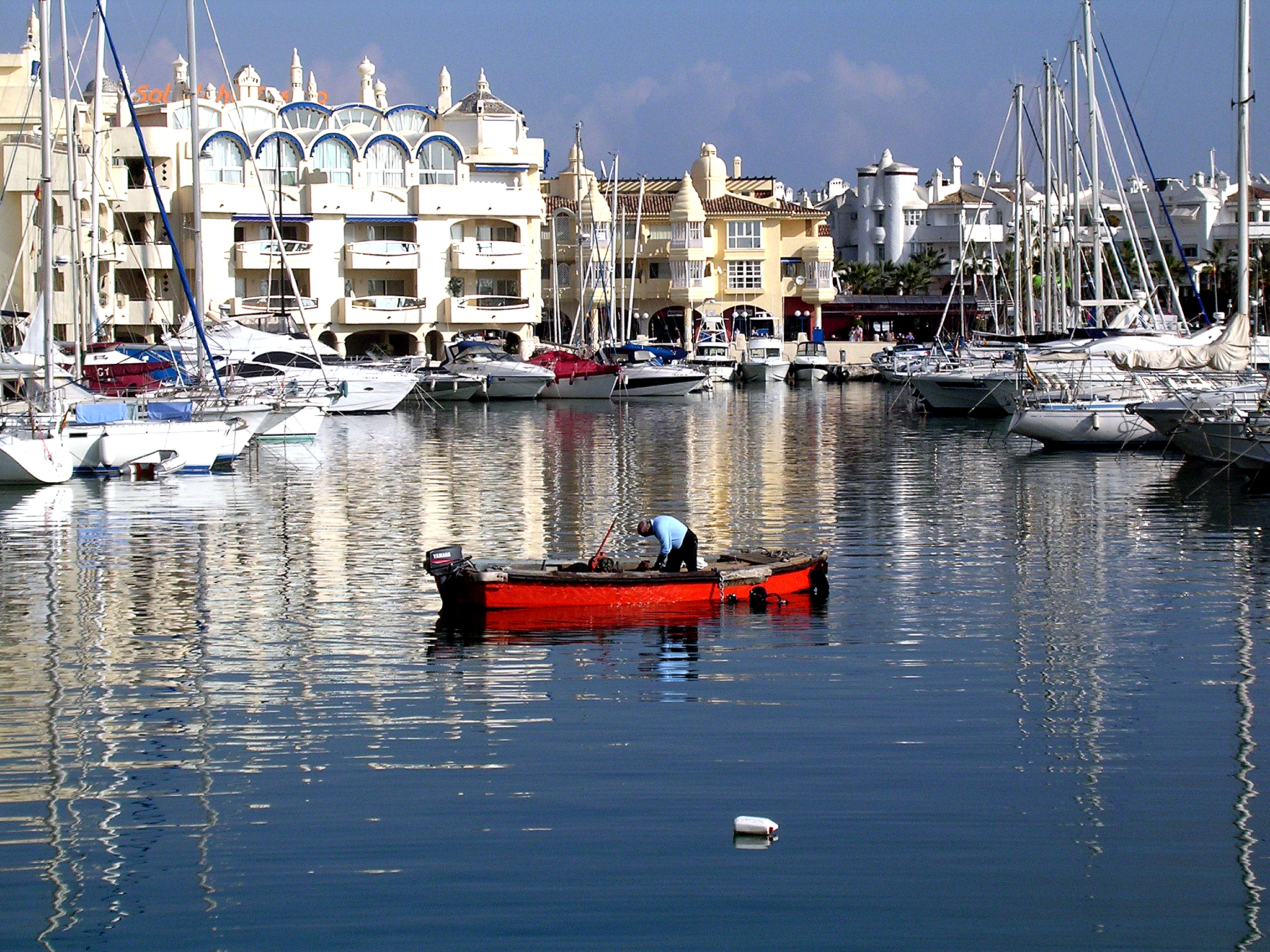

## Acceso en Transporte Público
Puede accederse al Puerto Deportivo a través de diversas rutas de autobús interurbano integradas en el Consorcio de Transporte Metropolitano del Área de Málaga. Pueden consultarse en siguiente enlace